# Polgárdi
Polgárdi é uma cidade da Hungria, situada no condado de Fejér. Tem 72,16 km² de área e sua população em 2019 foi estimada em 6.917 habitantes.